# Mortal Kombat Legends - Cage Match
Mortal Kombat Legends: Cage Match (conocida como Mortal Kombat Leyendas: Demonios y ángeles en Hispanoamérica) es una película de animación para adultos y artes marciales de 2023, basada en la franquicia Mortal Kombat y producida por Warner Bros. Animation. Es la cuarta y última entrega de la serie Mortal Kombat Legends y sirve como historia de origen para Johnny Cage, centrándose en su intento de salvar a su compañera de reparto Jennifer Grey mientras lucha contra una sociedad secreta que planea la destrucción de Earthrealm. Esta fue la última aparición cinematográfica de Gilbert Gottfried tras su muerte el año anterior.
La película se estrenó el 17 de octubre de 2023 en 4K Ultra HD Blu-ray, Blu-ray, DVD y digital. Recibió críticas entre mixtas y positivas por parte de la crítica.

## Trama
Alrededor de Navidad en la década de 1980, la estrella de acción y artista marcial Johnny Cage intenta dar su gran salto con su próxima película, Ninja Mime. El productor de la película, Brian Van Jones, expresa su preocupación por la desaparición de su coprotagonista, Jennifer Grey, lo que le lleva a buscarla junto a su leal ayudante, Chuck Golden. Cuando llega a su mansión, Cage encuentra a dos mujeres llamadas Ashrah y Kia peleándose por un misterioso pergamino. Acaba atrapado en su pelea, y los tres escapan antes de que la casa de Jennifer explote por una bomba colocada.
Mientras Ashrah y Kia continúan su pelea en la autopista, Cage secuestra un autobús turístico para perseguirlas, lo que mata a Kia después de que Ashrah la expulse de su coche. Cage consigue recuperar el pergamino de Ashrah con la ayuda de Golden. Ambos descubren que se trata de un mapa estelar de Los Ángeles con texto en griego en el reverso. Mientras tanto, Ashrah regresa a la Sociedad del Loto Blanco para informar a Lord Raiden, quien la anima a conseguir la ayuda de Cage para las próximas batallas que se avecinan.
En su camino para informar de sus hallazgos y los de Golden a la policía, Cage es desviado por su agente, David Doubldy, quien afirma que 
"El Gran Hombre" quiere contratarlo para una película de superhéroes. Sin embargo, cuando visita la oficina de su agente, Doubldy le exige el pergamino y le revela que un club secreto de Hollywood que se reúne en el Castillo Mágico está interesado en él. Los dos luchan, durante la cual Cage descubre que Doubldy es en realidad un demonio y lo mata en defensa propia. Ante la negativa de la policía a ayudarles, Cage y Golden deciden investigar el misterio por su cuenta y se dirigen a la Mansión Mágica. Mientras Golden descifra el pergamino, Cage asiste a la fiesta y es invitado como huésped por uno de los asistentes al club llamado Jataaka, que lo lleva bajo la mansión para cortar la comunicación con Golden. 
Antes de que Jataaka pueda llevarlo más lejos bajo tierra, los dos son interceptados por Ashrah, quien le cuenta a Cage que Jataaka y Kia eran dos de los tres asesinos alineados con la Hermandad de las Sombras, un culto que pretende invocar a su dios, Shinnok, para conquistar Earthrealm. Cage y Ashrah son capaces de derrotar a Jataaka con la ayuda de Golden, quien les informa de que la Hermandad pretende utilizar el hechizo del pergamino y la "sangre de un dios" bajo el Teatro Oriental para abrir una puerta al Netherrealm. Antes de que puedan destruir el pergamino, son atacados y capturados por la tercera asesina, Jennifer. 
Jennifer revela a Cage que ella es un demonio llamado Sareena y que fue separada del Netherrealm antes de ser enviada a Earthrealm hace décadas. Al descubrir que Cage poseía la sangre de los dioses necesaria para abrir un portal a su hogar, ella y otros demonios ayudaron a poner en marcha su carrera cinematográfica y a Ninja Mime para que finalmente pudiera ser utilizado como sacrificio para invocar a su maestro, Shinnok. Ashrah y Golden escapan de su cautiverio del director, durante el cual Golden descubre que Ashrah es un demonio anteriormente afiliado a la Hermandad ahora centrado en arrepentirse de sus pecados y convertirse en humano. 
Ashrah y Golden consiguen rescatar a Cage, pero no antes de que Sareena utilice su sangre para crear el portal al Netherrealm, trayendo a Shinnok al Earthrealm. Golden sugiere que lleven a Shinnok de vuelta a través de la grieta y luego lancen el hechizo del pergamino para atraparlo de nuevo en el Netherrealm. Cage lucha contra Shinnok en las calles cercanas al Teatro Oriental mientras Golden y Ashrah se enfrentan a Jones y Sareena, que desatan sus verdaderas formas demoníacas. Golden consigue hacer retroceder a Jones hasta el portal antes de devolver a Ashrah su espada, que utiliza para matar a Sareena. Con sus fanes y espectadores animándole, Cage da rienda suelta a sus poderes místicos que le permiten luchar al mismo nivel que Shinnok y consigue devolver al caído Dios Anciano al portal. Golden lanza el hechizo para cerrar el portal, cortando el acceso a Shinnok y a los demás demonios del Netherrealm. Cage es celebrado como un héroe por el público y comparte un beso con Ashrah.
Golden intenta seguir los pasos de Cage tomando clases de artes marciales, pero finalmente acaba convirtiéndose en su doble en los videojuegos y se apoda a sí mismo "Mokap". A pesar de sus fuertes sentimientos hacia Cage, Ashrah se marcha para continuar su búsqueda para matar demonios y convertirse en humana. Cage se convierte en una exitosa estrella de acción gracias a la gran actuación de Ninja Mime y sus secuelas, pero su carrera acaba por desmoronarse. Más tarde se ve a Cage recogiendo su coche y preparándose para rodar su nueva película en una isla remota.

## Reparto
- Joel McHale como Johnny Cage
- Jennifer Grey como Ella misma / Sareena
- Dusan Brown como Chuck Golden / Mokap
- Grey DeLisle como Kia, muchacho, Anciana
- Robin Atkin Downes como Shinnok
- Zehra Fazal como Jataaka
- Gilbert Gottfried como David Doubldy
- Kelly Hu como Ashrah
- Matthew Yang King como Conserje, tipo de los trajes
- Phil LaMarr como  Brian Van Jones
- Matthew Mercer como Ethan, bravucón
- Dave B. Mitchell como Raiden, conductor de autobús
- Armen Taylor como Maestro Boyd, ladrón

## Producción

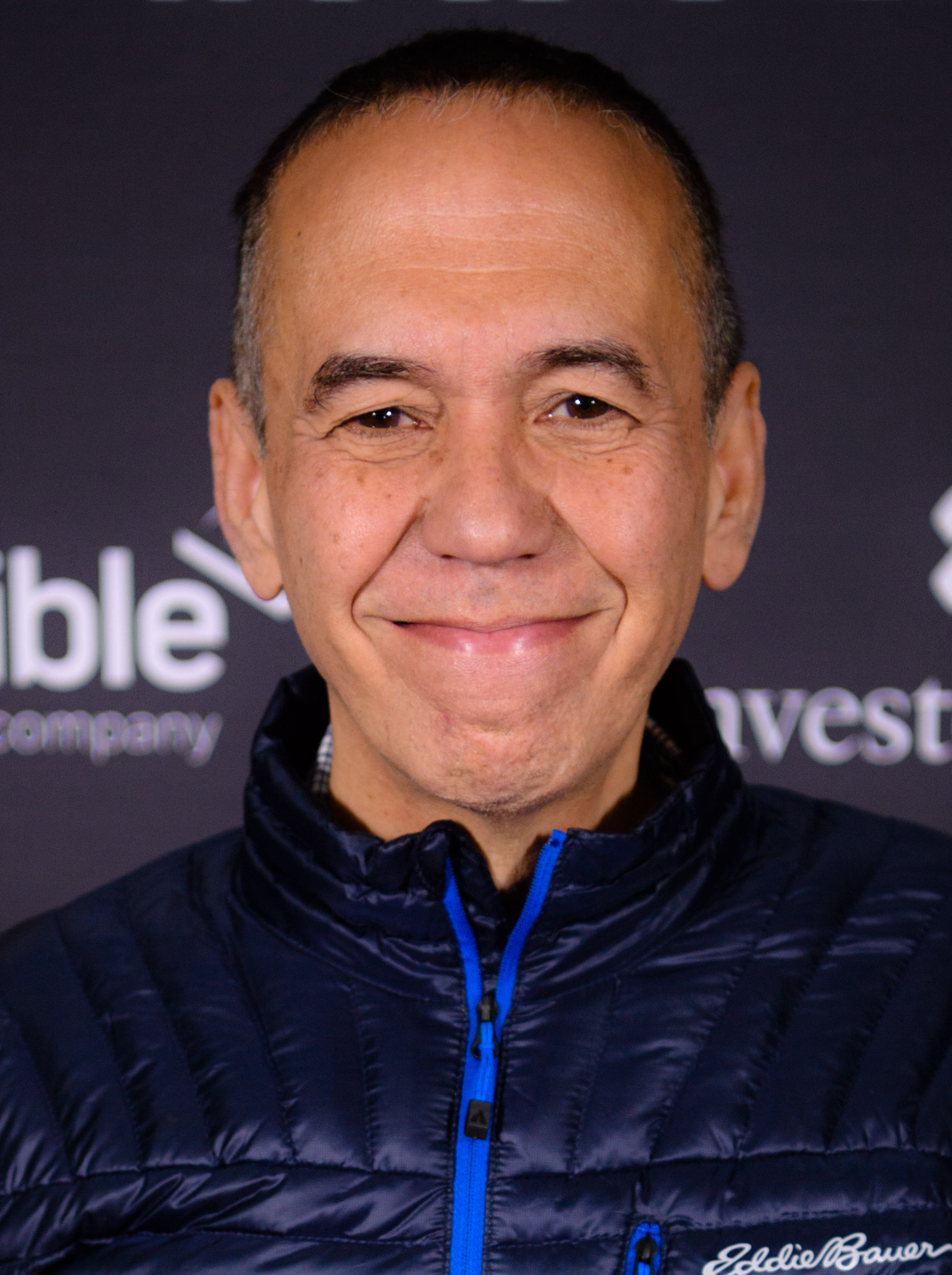
La película fue dedicada a Gilbert Gottfried en su último crédito póstumo tras su muerte en abril de 2022.

Durante la promoción de Mortal Kombat Leyendas: Frío y penumbra en la New York Comic Con de octubre de 2022, se anunció una cuarta entrega de la serie Legends titulada Cage Match, donde se anunció que el actor Joel McHale retomaría su papel de Johnny Cage. En una entrevista en octubre de 2022, Jeremy Adams reveló que estaba escribiendo la película. En junio de 2023, IGN anunció el reparto y los detalles de la película, con la actriz Jennifer Grey y el cómico Gilbert Gottfried entre los nombres del reparto.

## Recepción crítica
Sam Stone de Comic Book Resources calificó la película como "una tonta carta de amor a los años 80" y añadió: "Hay momentos a lo largo de Cage Match en los que el público puede tener que recordarse a sí mismo que está viendo una película de Mortal Kombat porque realmente no parece una historia tangencial para la franquicia y más bien un spinoff en solitario de Johnny Cage." Matt Donato de IGN calificó la película con un 6 sobre 10, comentando: "Cage Match está más interesado en Johnny soltando chistes con referencias a la cultura pop de los 80 que en replicar la jugabilidad. Es una película contenida de Mortal Kombat que resulta decepcionante, hasta el tercer acto, en el que Johnny se enfrenta a Shinnok en Hollywood Boulevard. ... Da la sensación de que Cage Match intenta ridiculizar las películas de acción cursis, pero en lugar de eso acaba siendo una de ellas"." Douglas Davidson de Elements of Madness dijo "entregar un delicioso misterio que comienza suave y termina con una serie de fatalidades empapadas de sangre. Mientras eso sea todo lo que busques, vas a pasar un buen rato."